# 梅迪尼布尔
梅迪尼布尔是印度西孟加拉邦西梅迪尼布尔县的一个城镇。总人口153349（2001年）。

## 人口
该地2001年总人口153349人，其中男性78365人，女性74984人；0—6岁人口15213人，其中男7746人，女7467人；识字率75.28%，其中男性为79.77%，女性为70.60%。